# Sambandsflokkurin
A Sambandsflokkurin (Unionista Párt) egy konzervatív liberális politikai párt Feröeren, amely fenn kívánja tartani a szigetek Dániához való kötődését.  1906-ban alapították, ezzel a legrégebbi párt Feröeren. A Sambandsflokkurin egykor még azt is ellenezte, hogy a sziget hivatalos nyelve a feröeri legyen, mert ez meglátása szerint elszigetelné Dániától Feröert és akkor az értelmiség nem lenne képes előre haladni tanulmányaiban.[forrás?]
A 2007-es dániai parlamenti választásokon a feröeri szavazatok 23,5%-át megszerezve 1 mandátumhoz jutottak a Folketingben. A 2008. január 19-i Løgting-választásokon 21,0%-os eredményükkel 7 képviselői helyet szereztek meg.

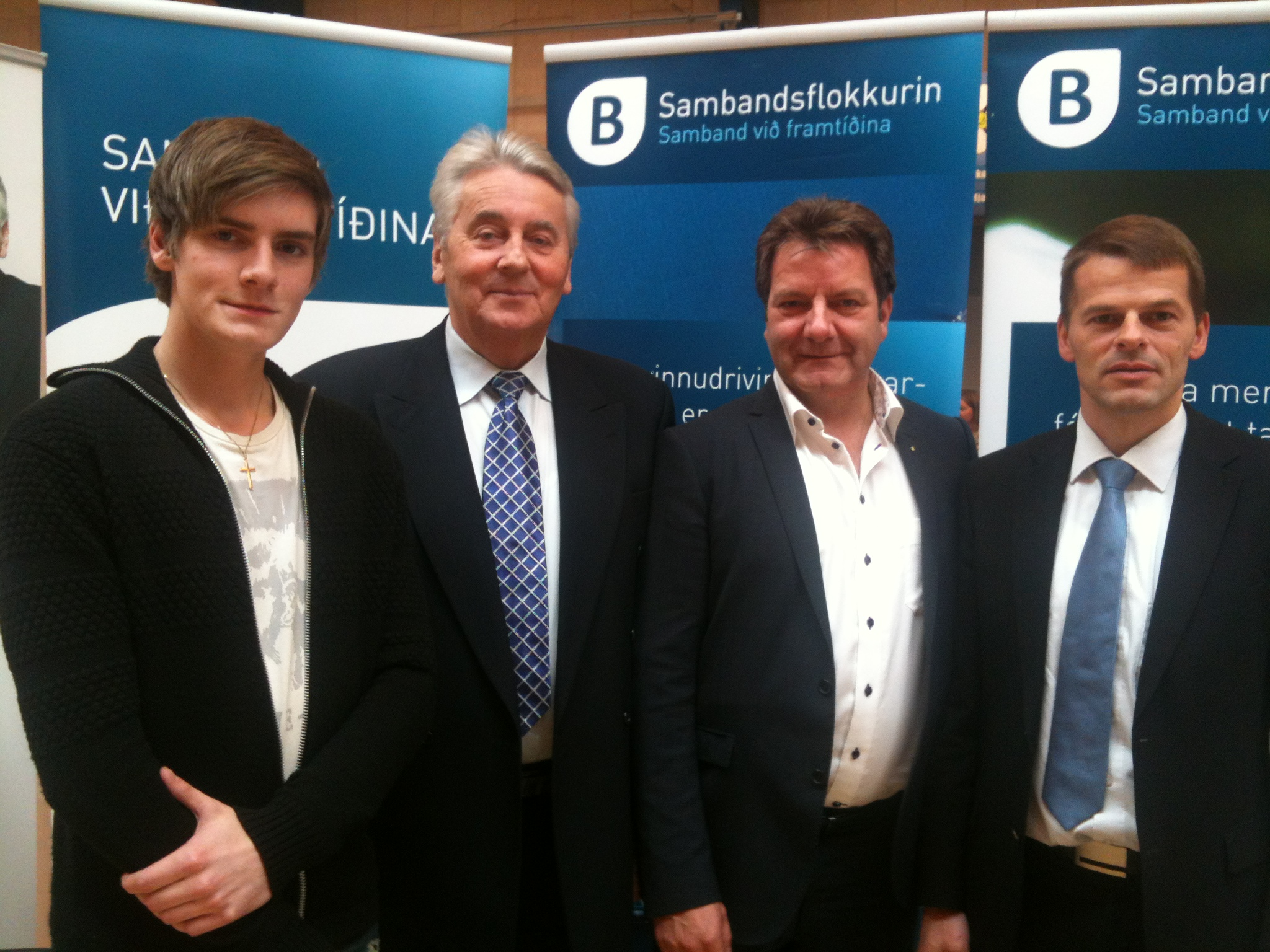
A párt vezető politikusai (Magnus Herdalur, az ifjúsági szervezet vezetője; Edmund Joensen, a Folketing tagja; Johan Dahl gazdasági miniszter; és Bárður á Steig Nielsen, a Løgting pénzügyi bizottságának elnöke) 2012-ben

## Pártelnökök
A Sambandsflkkurin pártelnökei az alapítás óta:
- Fríðrikur Petersen (1906–1917)
- Oliver Effersøe (1917–1924)
- Andrass Samuelsen (1924–1948)
- Johan Martin Fredrik Poulsen (1948–1970)
- Trygve Samuelsen (1970–1974)
- Pauli Ellefsen (1974–1991)
- Edmund Joensen (1991–2001)
- Lisbeth L. Petersen (2001–2004)
- Kaj Leo Johannesen (2004–2015)
- Bárður á Steig Nielsen (2015–)

## A pártminiszterelnökei
- Andras Samuelsen (1948–1950)
- Kristian Djurhuus (1950 – 1958, 1968–1970)
- Pauli Ellefsen (1981–1985)
- Edmund Joensen (1994–1998)
- Kaj Leo Johannesen (2008–2015)